# 2. listopad
2. listopad je 306. den roku podle gregoriánského kalendáře (307. v přestupném roce). Do konce roku zbývá 59 dní.

## Události

### Česko
- 1378 – Karel IV. vydal nový mincovní řád, který stanovil, že z jedné hřivny se má razit 70 grošů.
- 1469 – V bitvě u Uherského Brodu se střetlo české vojsko pod velením Jindřicha z Poděbrad s uherským vojskem vedeným uherským králem a českým vzdorokrálem Matyášem Korvínem. Bitva skončila porážkou Korvínových oddílů.
- 1892 – Byl založen Akademický cyklistický oddíl Slavia.
- 1985 – Byl otevřen úsek metra I.B (Smíchovské nádraží – Florenc).
- 2019 – Obraz Františka Kupky z raného období Pískaři na Seině ze sbírky prezidenta Edvarda Beneše, datovaný do roku 1907, se na aukci v Praze prodal za 16 milionů korun. I s aukční přirážkou kupec za dílo zaplatil 19,84 milionů korun.

### Svět
- 0998 – Památku věrných zemřelých zavedl opat z Cluny, sv. Odilo: modlení za duše zemřelých v očistci („Dušičky“).
- 1308 – Všichni členové templářského řádu ve Španělsku byli zatčeni a uvrženi do vězení.
- 1642 – V druhé bitvě u Breitenfeldu utrpěla císařská armáda od Švédů jednu z nejtěžších porážek v bojích třicetileté války.
- 1698 – Skotští osadníci ve velkém přistáli v Panamě, kde založili nešťastnou kolonii Darien Venture.
- 1889 – Severní a Jižní Dakota se stávají 39. a 40. státy Unie.
- 1917 – Balfourova deklarace: britský ministr zahraničí Arthur James Balfour zaslal jménem vlády jeho veličenstva dopis lordu Lionelu Walteru Rothschildovi s kladním postojem britské vlády k vytvoření židovské domoviny na území, které po 1. světové válce ztratila Otomanská říše.
- 1938 – První vídeňská arbitráž: ve vídeňském Belvedéru bylo ukončeno arbitrážní jednání o maďarsko-československé hranici.
- 1960 – Soud osvobodil vydavatelství Penguin Books, který bylo nařčeno z vydávání pornografické knihy Milenec lady Chatterleyové od D. H. Lawrence.
- 1988 – Vypuštěn Morrisův červ, první počítačový červ šířený prostřednictvím internetu. Jeho autorem byl Robert Tappan Morris.
- 2000 – Mezinárodní vesmírná stanice přijala první stálou posádku.
- 2008 – Poslední kontakt s marsovskou sondou Phoenix.

## Narození
Automatický abecedně řazený seznam viz Kategorie:Narození 2. listopadu

### Česko

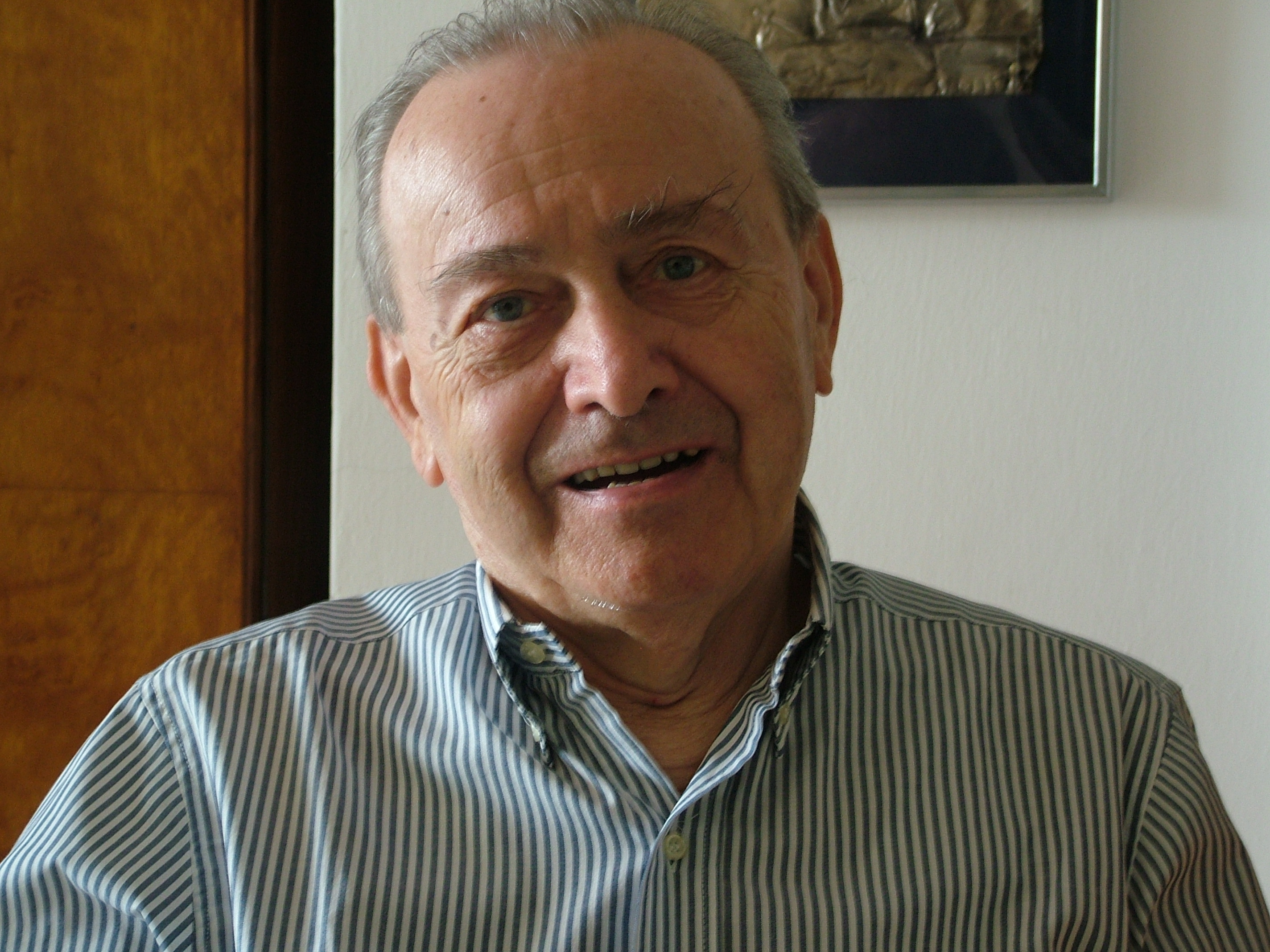
Vladimír Kopecký (* 1928)

- 1766 – Josef Václav Radecký z Radče, rakouský polní maršálek († 1858)
- 1812 – Edmund Hartig, Nejvyšší maršálek Království českého († 30. března 1883)
- 1828 – Jan Harrach, politik, mecenáš a podnikatel († 12. prosince 1909)
- 1830 – Jan Štros, český lékař a politik († 27. července 1900)
- 1834 – Josef Müller, ředitel hlavní mincovny ve Vídni a poslanec Českého zemského sněmu († 26. prosince 1910)
- 1842 – Josef Wohanka, český šlechtitel a politik († 2. ledna 1931)
- 1854 – František Bačkovský, literární vědec († 29. listopadu 1909)
- 1866
  - Karel Jaroslav Obrátil, spisovatel, básník a překladatel († 5. dubna 1945)
  - František Toužil, československý politik († ?)
- 1874 – Barbora Markéta Eliášová, cestovatelka a spisovatelka († 27. dubna 1957)
- 1882 – Leo Perutz, rakouský spisovatel († 25. srpna 1957)
- 1887 – Karel Stloukal, historik a archivář († 19. listopadu 1957)
- 1891 – Milada Paulová, česká historička a byzantoložka († 17. ledna 1970)
- 1895 – Jakub Flor, myslivecký spisovatel, lesník († 30. července 1980)
- 1901 – Josef Menzel, novinář, překladatel a spisovatel dětských knih († 17. července 1975)
- 1903 – Albert Pilát, mykolog a botanik († 29. května 1974)
- 1904 – Karel Tichý, československý voják a velitel výsadku Destroyer († 3. září 1988)
- 1908 – Lubor Matouš, orientalista († 2. dubna 1984)
- 1914 – Josef Valčík, voják, příslušník výsadkové skupiny Silver A († 18. června 1942)
- 1924
  - Stanislav Hlinovský, malíř, grafik a divadelní herec († 27. ledna 1994)
  - Rudolf Battěk, filozof, sociolog a politik († 17. března 2013)
- 1927 – Jaroslav Šabata, levicový politik, filozof, psycholog a politolog, disident, mluvčí Charty 77 a politický vězeň († 14. června 2012)
- 1928 – Vladimír Kopecký, malíř († 2. března 2016)
- 1930 – Václav Erben, spisovatel († 19. dubna 2003)
- 1933 – Vladimír Jirásek, československý vodní slalomář  († 14. května 2018)
- 1935 – Iva Hercíková, spisovatelka († 27. ledna 2007)
- 1938 – Miloslav Havlíček, český matematik, fyzik a pedagog
- 1942 – Zdeněk Dušek, český herec a režisér
- 1943 – Oldřich Pelčák, vojenský letec a kosmonaut († 7. října 2023)
- 1952 – Jan Čulík, český bohemista a publicista
- 1955 – Jiří Máška, český malíř
- 1956 – Vladimír Michálek, filmový režisér
- 1957 – Jana Volfová, česká učitelka a politička
- 1979 – Tomáš Zdechovský, básník, spisovatel a evropský politik
- 1981 – Patrik Stoklasa, muzikálový herec a zpěvák († 23. října 2004)
- 1997 – Filip Hronek, lední hokejista

### Svět

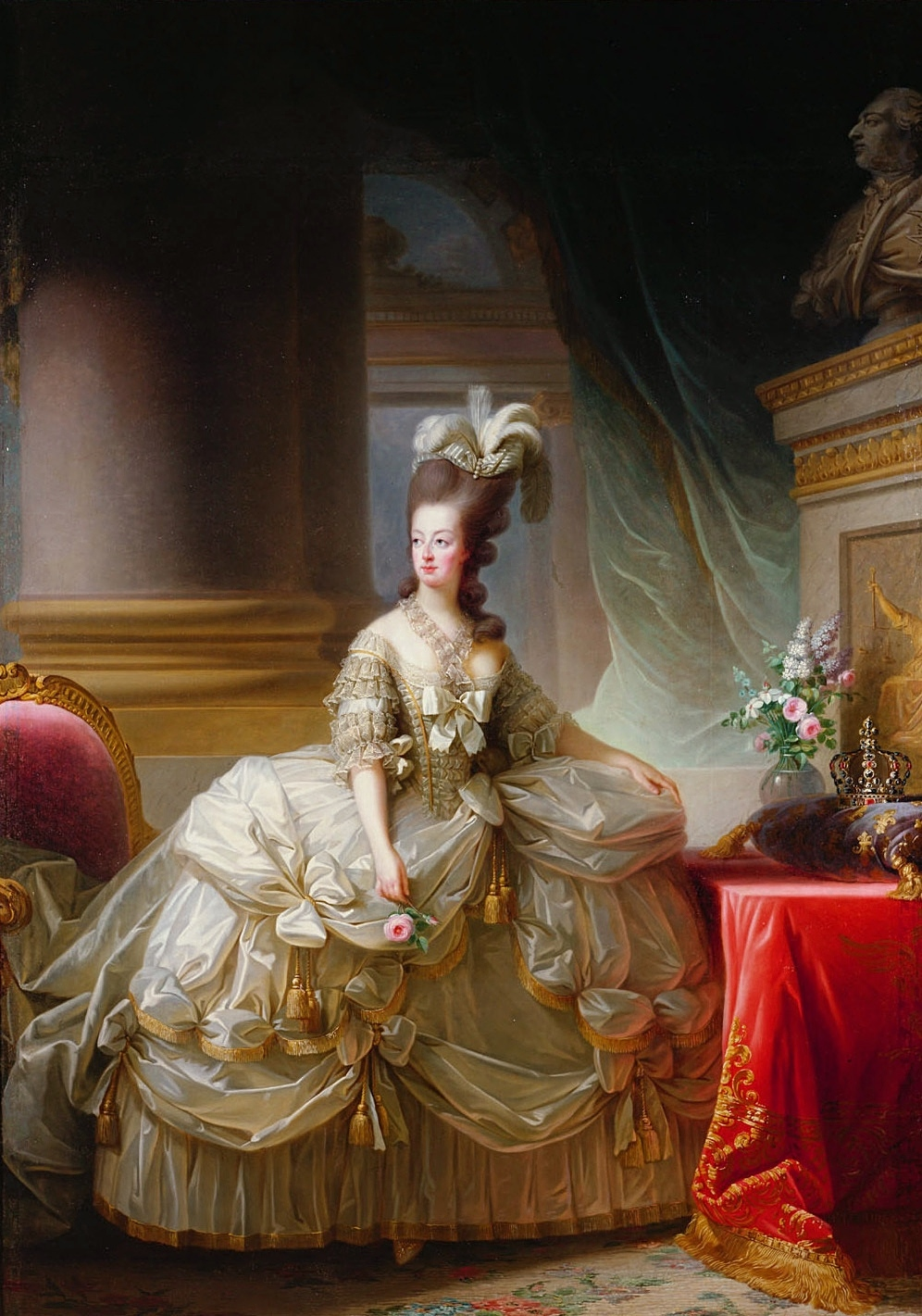
Marie Antoinetta (* 1755)

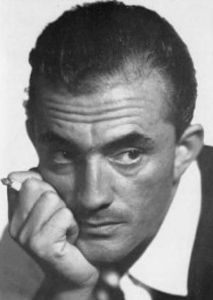
Luchino Visconti (* 1906)

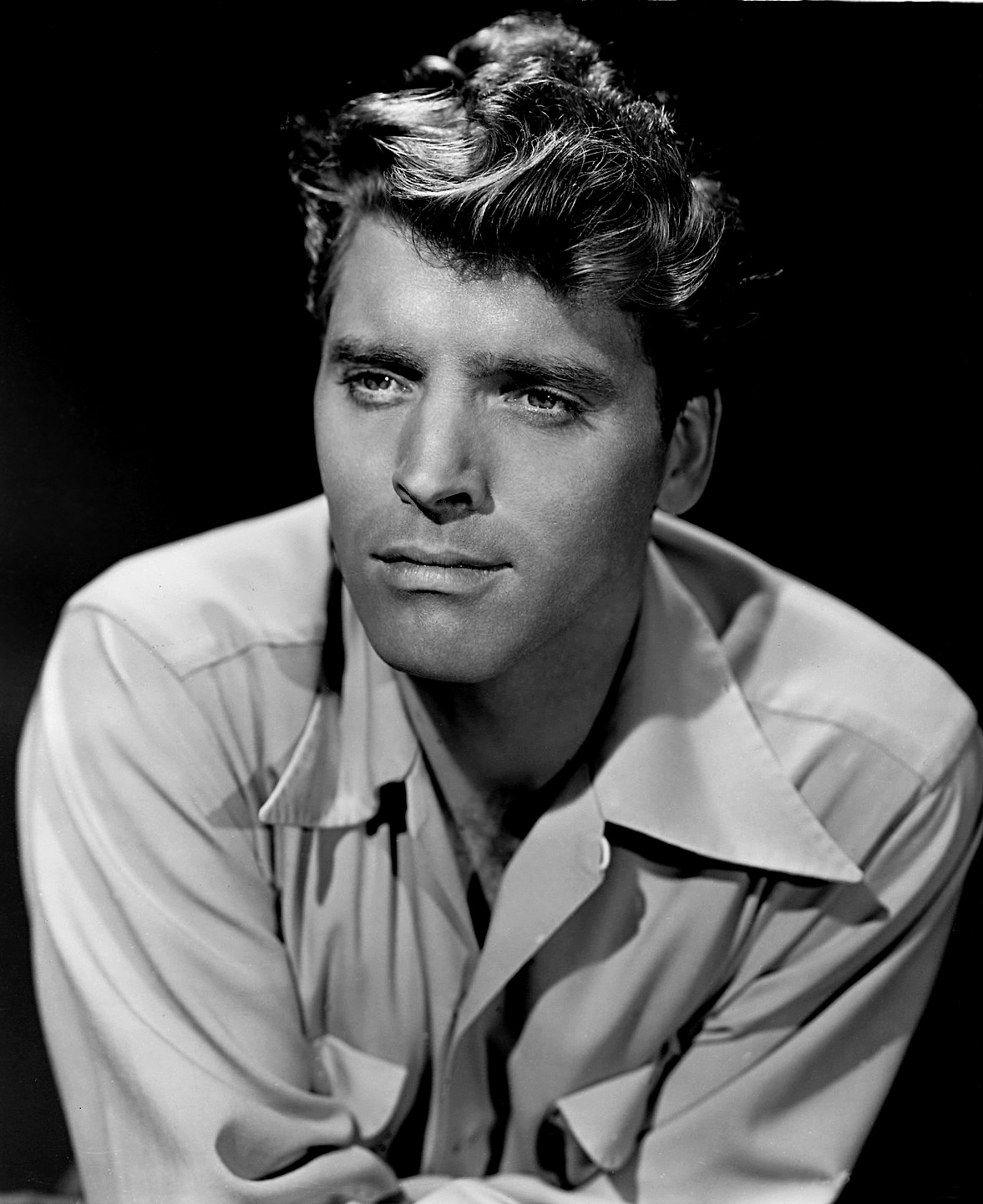
Burt Lancaster (* 1913)

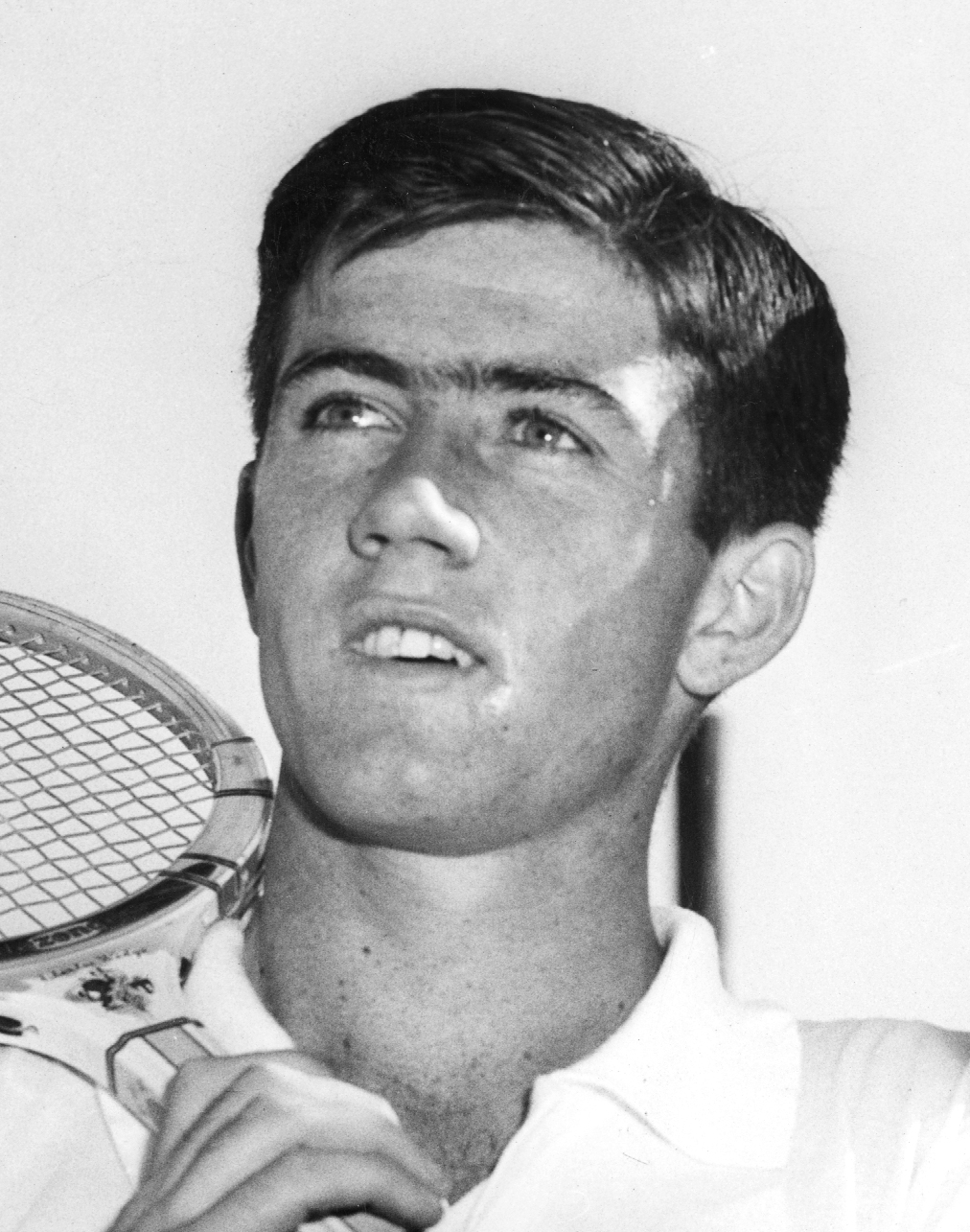
Ken Rosewall (* 1934)

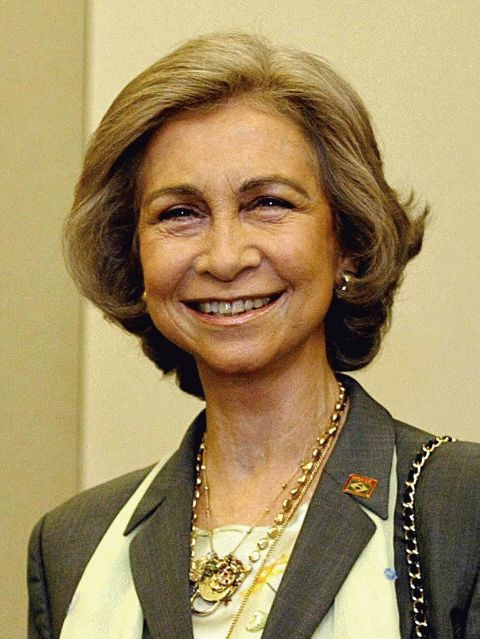
Sofie Řecká (* 1938)

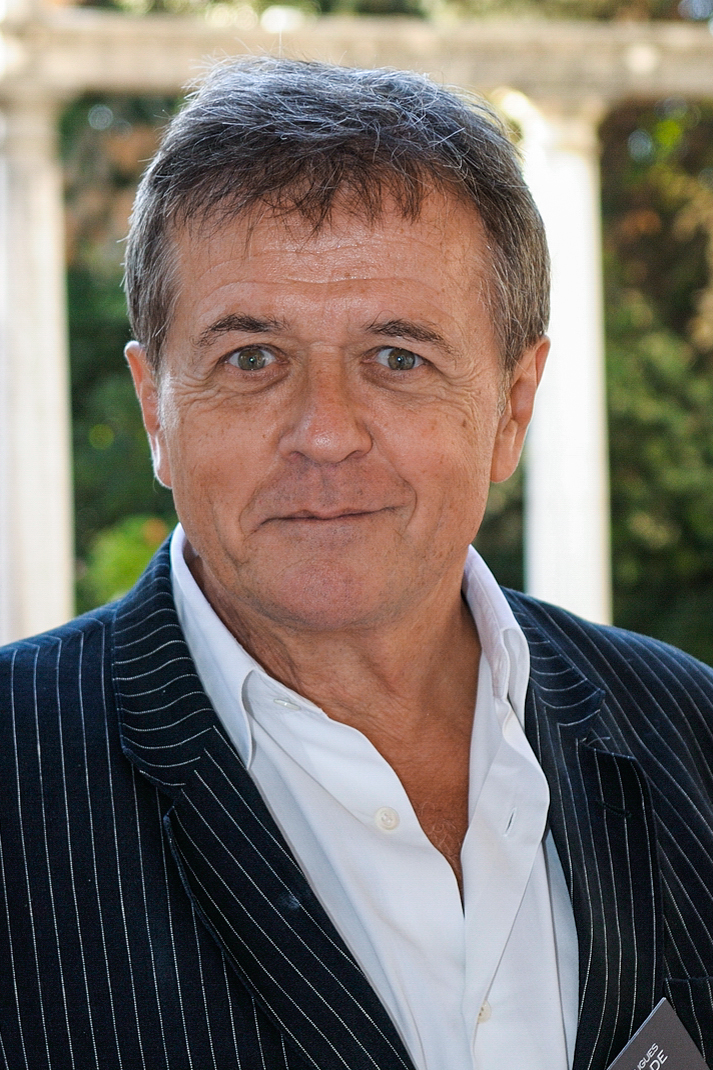
Patrice Chéreau (* 1944)

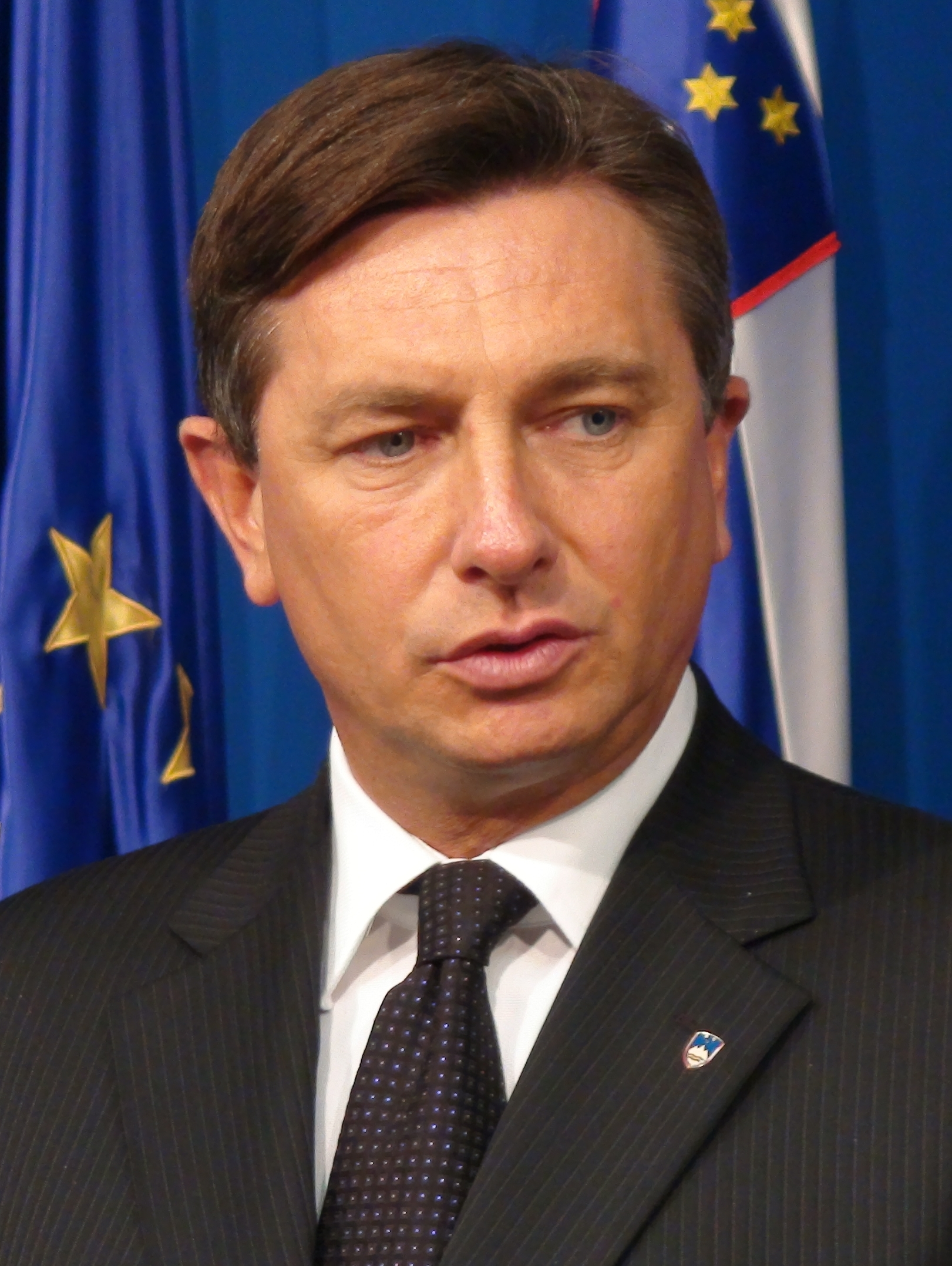
Borut Pahor (* 1963)

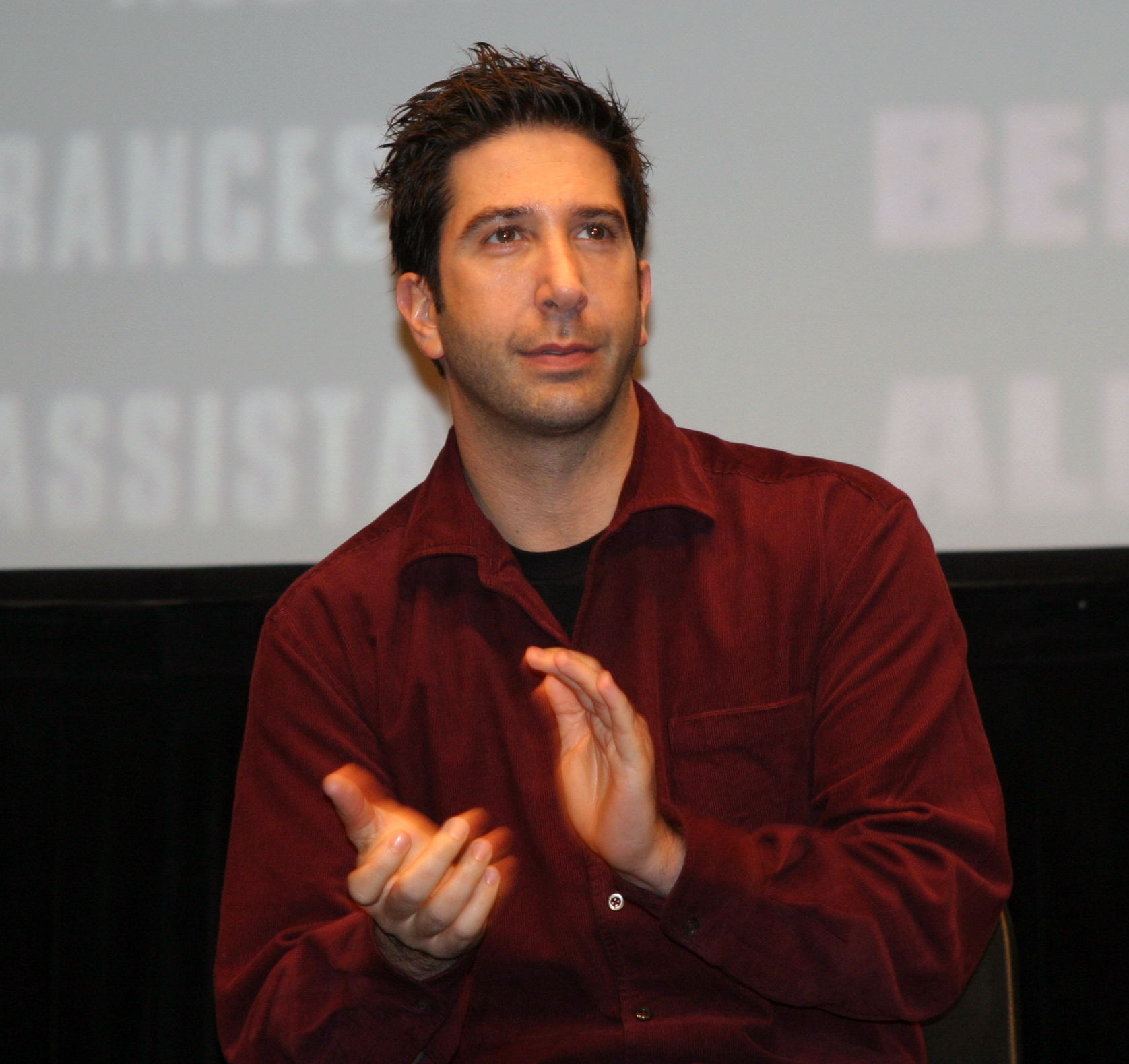
David Schwimmer (* 1966)

- 1082 – Chuej-cung, čínský císař z dynastie Sung († 4. června 1135)
- 1534 – Eleonora Habsburská, dcera císaře Ferdinanda I. ( † 5. srpna 1594)
- 1549 – Anna Habsburská, dcera císaře Maxmiliána, manželka španělského krále Filipa II. († 26. října 1580)
- 1581 – Alžběta Johana Vestonie, česká básnířka anglického původu († 23. listopadu 1612)
- 1667
  - Jakub Ludvík Sobieski, syn polského krále Jana III. († 19. prosince 1737)
  - Ludvík, vévoda z Vermandois, nemanželský syn francouzského krále Ludvíka XIV. († 18. listopadu 1683)
- 1677 – Elias Zobel, bavorský malíř období vrcholného baroka († 28. dubna 1718)
- 1699 – Jean-Baptiste Siméon Chardin, francouzský malíř († 6. prosince 1779)
- 1709 – Anna Hannoverská, britská princezna († 12. ledna 1759)
- 1728 – Antoine-Éléonor-Léon Leclerc de Juigné, francouzský arcibiskup († 19. března 1811)
- 1736 – Marie Josefa Ditrichštejnová, rakouská hraběnka († 21. prosince 1799)
- 1739 – Karl Ditters von Dittersdorf, rakouský hudební skladatel († 24. října 1799)
- 1755 – Marie Antoinetta, francouzská královna († 16. října 1793)
- 1767 – Eduard August Hannoverský, vévoda z Kentu a Strathearnu, syn krále Jiřího III. († 23. ledna 1820)
- 1772 – János László Pyrker, maďarský církevní hodnostář a básník († 2. prosince 1847)
- 1785 – Karel Ambrož Rakouský-Este, arcivévoda rakouský, arcibiskup ostřihomský († 2. září 1809)
- 1795 – James Knox Polk, 11. prezident USA († 15. června 1849)
- 1808 – Jules Barbey d'Aurevilly, francouzský spisovatel († 23. dubna 1889)
- 1815 – George Boole, britský matematik a filosof († 8. prosince 1864)
- 1827 – Paul Anton de Lagarde, německý biblista a orientalista († 22. prosince 1891)
- 1838 – Luigi Accattatis, italský historik († 8. června 1916)
- 1844 – Mehmed V., osmanský sultán a chalífa († 3. července 1918)
- 1846 – Hayranidil Kadınefendi, konkubína osmanského sultána Abdulazize († 26. listopadu 1898)
- 1847 – Georges Sorel, francouzský filosof († 29. srpna 1922)
- 1854 – Isidor Gunsberg, maďarský, později britský, šachista († 2. května 1930)
- 1860 – María Dolores Llimona Planas, španělská řádová sestra a mučednice († 20. listopadu 1936)
- 1861
  - Maurice Blondel, francouzský křesťanský filosof († 4. června 1949)
  - Georgij Lvov, předseda ruské prozatímní vlády († 7. března 1925)
- 1865 – Warren G. Harding, 29. prezident Spojených států amerických († 2. srpna 1923)
- 1883 – Frico Kafenda, slovenský hudební skladatel († 3. září 1963)
- 1884 – Leo Perutz, německý spisovatel a dramatik († 25. srpna 1957)
- 1887 – Hamide Ayşe Sultan, osmanská princezna, spisovatelka († 10. srpna 1960)
- 1890 – Moa Martinsonová, švédská spisovatelka a novinářka († 5. srpna 1964)
- 1891 – Helmuth Weidling, generál dělostřelectva německého Wehrmachtu († 17. listopadu 1955)
- 1892 – Alice Brady, americká herečka († 28. října 1939)
- 1893 – Battista Pinin Farina, zakladatel designérské firmy Carrozzeria Pininfarina († 3. dubna 1966)
- 1894
  - William Johnston, americký tenista († 1. května 1946)
  - Alexander Lippisch, německý letecký konstruktér († 11. února 1976)
- 1897
  - Aba Achime'ir, izraelský novinář, historik a politický aktivista († 6. července 1962)
  - Jacob Bjerknes, norský fyzik a meteorolog († 7. července 1975)
  - Joseph Profaci, italsko-americký mafiánský boss († 7. června 1962)
- 1899 – Peter Aufschnaiter, rakouský horolezec, geograf a kartograf († 12. října 1973)
- 1901 – Dmitrij Danilovič Leljušenko, sovětský vojevůdce († 20. července 1987)
- 1905 – Colin Clark, britský a australský ekonom a statistik († 4. září 1989)
- 1906
  - Daniil Andrejev, ruský spisovatel († 30. března 1959)
  - Luchino Visconti, italský scenárista a režisér († 17. března 1976)
- 1907 – Dora Maar, francouzská fotografka, malířka a básnířka († 16. července 1997)
- 1911 – Odysseas Elytis, řecký básník, nositel Nobelovy ceny za literaturu 1979 († 18. března 1996)
- 1913
  - Erik Asmussen, dánský architekt († 29. srpna 1998)
  - Burt Lancaster, americký herec a režisér († 20. října 1994)
- 1915
  - Franz Grasberger, rakouský muzikolog a knihovník († 25. října 1981)
  - Douglas Lilburn, novozélandský hudební skladatel († 6. června 2001)
- 1917 – Ann Rutherford, kanadsko-americká herečka († 11. června 2012) (* 1755)
- 1924 – Rudy Van Gelder, americký nahrávací technik († 25. srpna 2016)
- 1928
  - Tone Kropušek, slovinský politik
  - Paul Johnson, britský historik a novinář († 12. ledna 2023)
  - Vladimir Beara, jugoslávský fotbalový brankář († 1. srpna 2014)
  - Herb Geller, americký jazzový saxofonista († 19. prosince 2013)
- 1929 – Richard Edward Taylor, kanadsko-americký fyzik, Nobelova cena za fyziku 1990 († 22. února 2018)
- 1931
  - Gérard Barray, francouzský herec († 15. února 2024)
  - Phil Woods, americký jazzový saxofonista, klarinetista a skladatel († 29. září 2015)
- 1932
  - Melvin Schwartz, americký fyzik, držitel Nobelovy ceny za fyziku († 28. září 2006)
  - Robin Page, britský malíř († 12. května 2015)
- 1934 – Ken Rosewall, australský tenista
- 1938
  - Pat Buchanan, americký konzervativní spisovatel a politik
  - Sofie Řecká, královna Španělska
- 1939 – Richard Serra, americký umělec a sochař
- 1941
  - Jim Forest, americký novinář, spisovatel a křesťanský aktivista († 13. ledna 2022)
  - Bruce Welch, britský kytarista, hudební producent, skladatel a zpěvák
- 1942 – Eva Kostolányiová, slovenská zpěvačka, tanečnice a herečka († 3. října 1975)
- 1943 – Casey Donovan, americký pornografický herec († 10. srpna 1987)
- 1944
  - Keith Emerson, britský rockový klávesista a hudební skladatel († 10. března 2016)
  - Jeffrey Hoffman, americký astronaut
  - Alex Metreveli, sovětský tenista gruzínské národnosti
  - Patrice Chéreau, francouzský režisér a herec († 7. října 2013)
- 1945 – Anton Solomucha, francouzský umělec a fotograf
- 1946 – Alan Jones, australský pilot Formule 1
- 1947 – Dave Pegg, britský baskytarista
- 1949 – Lois McMaster Bujold, americká autorka sci-fi a fantasy
- 1957 – Lucien Favre, švýcarský fotbalový trenér
- 1959
  - Paul Morris, americký hudebník
  - Saïd Aouita, marocký atlet, olympijský vítěz v běhu na 5000 metrů
- 1961 – k.d. lang, kanadská hudebnice
- 1963
  - Borut Pahor, slovinský politik
  - Jens Johansson, švédský klávesista a pianista, člen kapel Stratovarius a Rainbow
- 1965 – Shahrukh Khan, indický bollywoodský herec a producent
- 1966 – David Schwimmer, americký herec a režisér
- 1969 – Reginald Arvizu, americký baskytarista, člen metalové kapely Korn
- 1974 – Pavel Samojlin, ruský sportovní lezec († 10. prosince 1996), Nelly, americký rapper a zpěvák
- 1976 – Thierry Omeyer, francouzský házenkář
- 1977
  - Deantoni Parks, americký bubeník
  - Randy Harrison, americký herec
- 1979
  - Marián Čišovský, slovenský fotbalista († 28. června 2020)
  - Martin Petráš, slovenský fotbalista
- 1980
  - Diego Lugano, uruguayský fotbalista
  - Vanessa Ray, americká herečka
- 1982
  - Johan Wissman, švédský atlet
  - Charles Itandje, francouzský fotbalista
- 1987 – Matej Beňuš, slovenský vodní slalomář
- 1988 – Julia Görgesová, německá tenistka
- 1990 – Kendall Schmidt, americký zpěvák, člen skupiny Big Time Rush
- 1991 – Holly Bradshawová, britská atletka, tyčkařka
- 1994 – Murodjon Ahmadaliyev, uzbecký boxer
- 1995
  - Hanna Öbergová, švédská biatlonistka
  - Chloé Chevalierová, francouzská biatlonistka
- 1996
  - Jana Fettová, chorvatská tenistka
  - Ján Volko, slovenský atlet, sprinter
- 2001 – Moisés Caicedo, ekvádorský fotbalista

## Úmrtí
Automatický abecedně řazený seznam viz Kategorie:Úmrtí 2. listopadu

### Česko

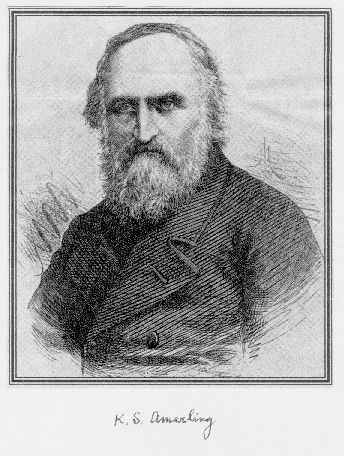
Karel Slavoj Amerling († 1884)

- 1622 – Jan Lohelius, opat Strahovského kláštera, arcibiskup pražský (* 1549)
- 1735 – Šimon Brixi, český hudební skladatel (* 28. října 1693)
- 1880 – Wenzel Neumann, rakouský a český podnikatel a politik (* 2. února 1816)
- 1884 – Karel Slavoj Amerling, český pedagog, filozof a lékař (* 18. září 1807)
- 1910 – Robert Daublebský ze Sternecku, český šlechtic, vojenský zeměměřič, astronom a geofyzik (* 7. února 1839)
- 1911 – Miloš Jiránek, český malíř (* 19. listopadu 1875)
- 1935 – Vilém Doubrava, český hudební skladatel, pedagog a překladatel (* 29. února 1864)
- 1944 – Drahomír Vaňura, voják a příslušník výsadku Manganese (* 8. března 1915)
- 1956 – Emil Utitz, filosof, estetik a psycholog (* 27. května 1883)
- 1959 – Josef Vajs, český teolog (* 17. října 1865)
- 1961 – Josef Karel Matocha, arcibiskup olomoucký a metropolita moravský, od roku 1950 vězeň komunistického režimu (* 14. května 1888)
- 1970 – Johannes Urzidil, pražský, německy píšící spisovatel (* 3. února 1896)
- 1973 – Jiří Verberger, jazzový klavírista (* 28. května 1913)
- 1975 – Rudolf Říčan, evangelický teolog a historik (* 23. září 1899)
- 1979 – Toni Schönecker, malíř a grafik, významný sokolovský rodák (* 1. listopadu 1893)
- 1990 – Josef Treuchel, český malíř (* 6. října 1925)
- 1993 – Jiří Faltus, umělecký knihař (* 11. března 1911)
- 1996 – Milan Codr, publicista a spisovatel literatury faktu (* 26. srpna 1925)
- 2004 – Václav Kotva, herec (* 20. ledna 1922)
- 2010 – Alena Koenigsmarková, malířka (* 10. listopadu 1919)
- 2013 – Josef Ezr, basketbalista, mistr Evropy (* 31. října 1923)
- 2014 – Anna Vejvodová, herečka (* 19. prosince 1925)
- 2020 – Marcel Grün, astronom, spisovatel a popularizátor kosmonautiky (* 20. listopadu 1946)
- 2022 – Libuše Hlubučková, šperkařka, sochařka a středoškolská pedagožka (* 28. listopadu 1936)

### Svět

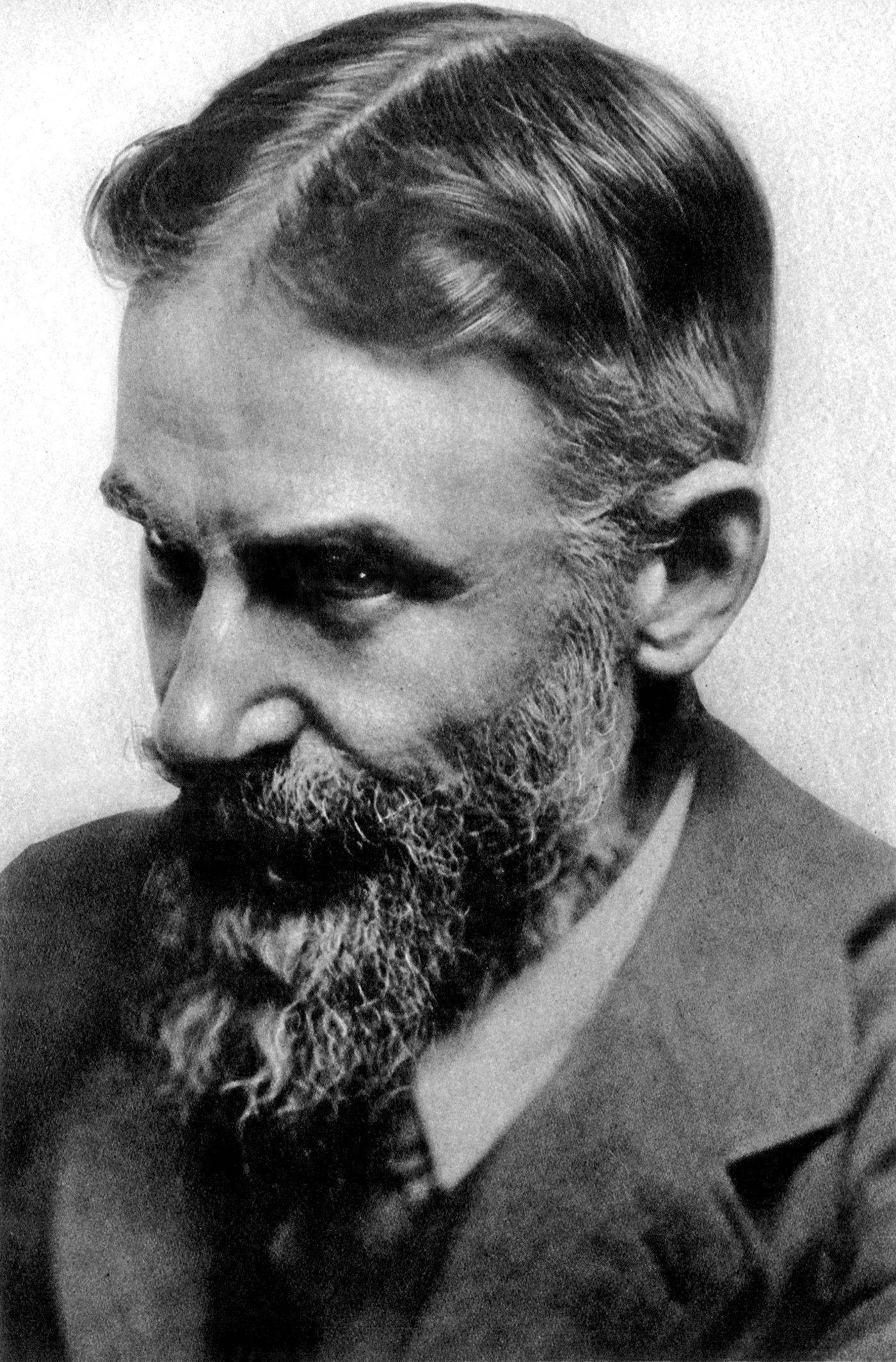
George Bernard Shaw († 1950)

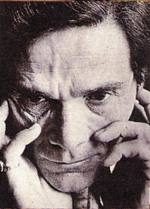
Pier Paolo Pasolini († 1975)

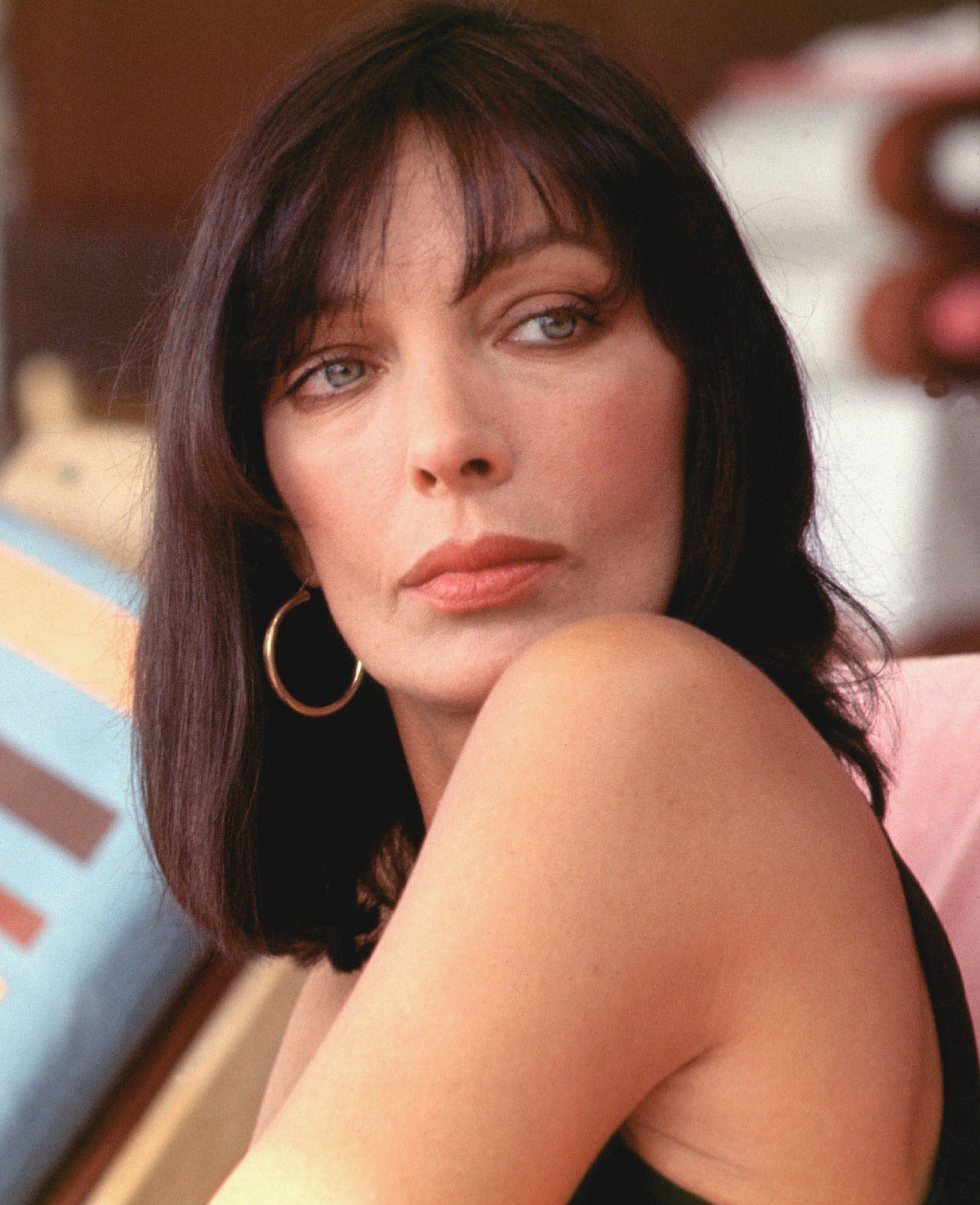
Marie Laforêt († 2019)

- 0934 – Ema Francouzská, západofranská královna (* 894)
- 1148 – Svatý Malachiáš, irský arcibiskup v Armaghské diecézi (* 1094)
- 1217 – Filip z Dreux, biskup z Beauvais, účastník křížových výprav (* 1158)
- 1483 – Jindřich Stafford, 2. vévoda z Buckinghamu, anglický šlechtic (* 4. září 1455)
- 1618 – Maxmilián III. Habsburský, syn císaře Maxmiliána II. (* 12. října 1558)
- 1715 – Šarlota Sofie Brunšvicko-Wolfenbüttelská, matka ruského cara Petra II. (* 29. srpna 1694)
- 1717 – Johann Jakob Walther, německý houslista a hudební skladatel (* ? 1650)
- 1788 – Marie Anna Viktorie Portugalská, portugalská princezna a infantka (* 15. prosince 1768)
- 1821 – Johann Sigmund Riesch, rakouský generál jezdectva (* 2. srpna 1750)
- 1822 – Ferdinand Ochsenheimer, německý herec, spisovatel a entomolog (* 17. března 1767)
- 1826 – Nicolas Chambon, francouzský lékař a politik (* 21. září 1748)
- 1841 – Alexander Burnes, britský cestovatel (* 16. května 1805)
- 1842 – Anthony Carlisle, anglický chirurg (* 15. února 1768)
- 1843 – Julius Vincenc Krombholz, šlechtic, lékař a mykolog německé národnosti (* 19. prosince 1782)
- 1846 – Victor Guy Duperré, francouzský admirál (* 20. února 1775)
- 1849 – Karol Adamiš, slovenský spisovatel, publicista a evangelický kazatel (* 29. listopadu 1813)
- 1879 – Abbondio Sangiorgio, italský sochař (* 16. července 1798)
- 1887 – Jenny Lindová, švédská operní pěvkyně, sopranistka.(* 6. října 1820)
- 1895 – Carl Frederic Aagaard, dánský malíř (* 29. ledna 1833)
- 1909 – Gustav Kraatz, německý entomolog (* 13. března 1831)
- 1917 – Tringe Smajli, albánská bojovnice proti osmanské nadvládě (* 1870)
- 1930 – Viggo Jensen, první dánský olympijský vítěz (* 22. června 1874)
- 1934 – Edmond James de Rothschild, francouzsko-židovský podnikatel a šlechtic (* 19. srpna 1845)
- 1935 – Ferdinand Flodin, švédský fotograf (* 10. února 1863)
- 1944
  - František Bíroš, slovenský výsadkář (* 15. listopadu 1913)
  - Thomas Midgley, americký strojní inženýr, chemik, vynálezce (* 18. května 1889)
- 1945 – Thyra Dánská, dánská princezna (* 14. března 1880)
- 1949 – Eberhard Harzer, 47. opat cisterciáckého kláštera v Oseku u Duchcova (* 21. května 1887)
- 1950 – George Bernard Shaw, anglický dramatik (* 26. července 1856)
- 1955 – Alfréd Hajós, maďarský architekt a plavec, olympijský vítěz (* 1. února 1878)
- 1957 – Ted Meredith, americký atlet, dvojnásobný olympijský vítěz (* 14. listopadu 1891)
- 1961 – James Thurber, americký spisovatel, humorista (* 8. prosince 1894)
- 1962 – Alfred Amonn, rakouský ekonom (* 1. června 1883)
- 1963
  - Ngô Ðình Diệm, první prezident Jižního Vietnamu (* 3. ledna 1901)
  - Otto Gleichmann, německý malíř (* 20. srpna 1887)
- 1965 – Nickolas Muray, maďarsko-americký fotograf a olympijský šermíř (* 15. února 1892)
- 1966
  - Peter Debye, nizozemský fyzik a teoretický chemik, Nobelova cena za chemii 1936 (* 24. března 1884)
  - Mississippi John Hurt, americký bluesový kytarista, zpěvák a farmář (* 3. července 1893)
- 1970
  - Pierre Veyron, francouzský automobilový závodník (* 1. října 1903)
  - Richard James Cushing, arcibiskup bostonský, kardinál (* 24. srpna 1895)
- 1972 – Alexandr Alfredovič Bek, ruský sovětský spisovatel a novinář (* 3. ledna 1903)
- 1975 – Pier Paolo Pasolini, italský spisovatel a režisér (* 5. března 1922)
- 1978 – Giuseppe Berto, italský spisovatel (* 27. prosince 1914)
- 1982 – Vasilij Ruděnkov, sovětský olympijský vítěz v hodu kladivem (* 3. května 1931)
- 1984 – Toni Hiebeler, rakouský horolezec a spisovatel (* 5. března 1930)
- 1991 – Josef Almogi, izraelský politik (* 5. května 1910)
- 1999 – Milan Antal, slovenský astronom (* 19. září 1935)
- 2000 – Simeon Simeonov, bulharský fotbalový brankář (* 26. března 1946)
- 2001 – El'azar Menachem Man Šach, jeden z vůdčích charedi rabínů (* 13. ledna 1898)
- 2004
  - Zajd bin Sultán an-Nahaján, prezident Spojených arabských emirátů (* 6. května 1918)
  - Theo van Gogh, nizozemský filmař (* 23. července 1957)
  - Gustaaf Joos, belgický kardinál (* 5. července 1923)
- 2008 – Ahmed al-Mirghani, prezident Súdánu (* 16. srpna 1941)
- 2009 – Amir Pnueli, izraelský informatik (* 22. dubna 1941)
- 2012
  - David L. Cornwell, americký politik (* 14. června 1945)
  - Milton Campbell, americký olympijský vítěz v desetiboji (* 9. prosince 1933)
- 2014
  - Acker Bilk, anglický jazzový klarinetista (* 28. ledna 1929)
  - Chris White, americký jazzový kontrabasista (* 6. července 1936)
- 2018 – Roy Hargrove, americký jazzový trumpetista (* 16. října 1969)
- 2019
  - Marie Laforêtová, francouzská zpěvačka a herečka (* 5. října 1939)
  - Sigvard Ericsson, švédský rychlobruslař (* 17. července 1930)

## Svátky

### Česko
- Památka zesnulých
- Achil, Achileus
- Tobiáš

Katolický kalendář
- Památka všech věrných zemřelých
- Tobiáš
- Wichmann z Arnsteinu

### Svět
- Mezinárodní den za ukončení beztrestnosti za zločiny páchané na novinářích
- Mexiko: Den mrtvých

## Pranostiky

### Česko
- Když na Dušičky jasné počasí panuje, příchod zimy to oznamuje.

| 2. listopad v pražském KlementinuÚdaje jsou platné k 11. 3. 2025. | 2. listopad v pražském KlementinuÚdaje jsou platné k 11. 3. 2025. | 2. listopad v pražském KlementinuÚdaje jsou platné k 11. 3. 2025. |
| minimum                                                           | denní průměr                                                      | maximum                                                           |
| ----------------------------------------------------------------- | ----------------------------------------------------------------- | ----------------------------------------------------------------- |
| −4,3 °C (1956)                                                    | 7,9 °C (od 1961)                                                  | 19,3 °C (2020)                                                    |